# Wala
Wala, talvolta italianizzato in Vala (755 – Bobbio, 31 agosto 836), fu un abate franco, che resse l'abbazia di Corbie dall'824 alla morte, l'abbazia di Corvey dall'826 all'831 e l'abbazia di Bobbio dall'833 alla morte.
Egli è ritenuto zio di santa Ida di Herzfeld attraverso la sorella Theodrada di Soissons, madre della santa.

## Biografia
Nacque nel 755. Egli era figlio del conte Bernardo e quindi era un nipote di Carlo Martello e cugino di Carlo Magno. Fu consigliere e primo ministro dell'imperatore Carlo Magno prima e di Ludovico il Pio poi, e consigliere di Lotario I in Italia.

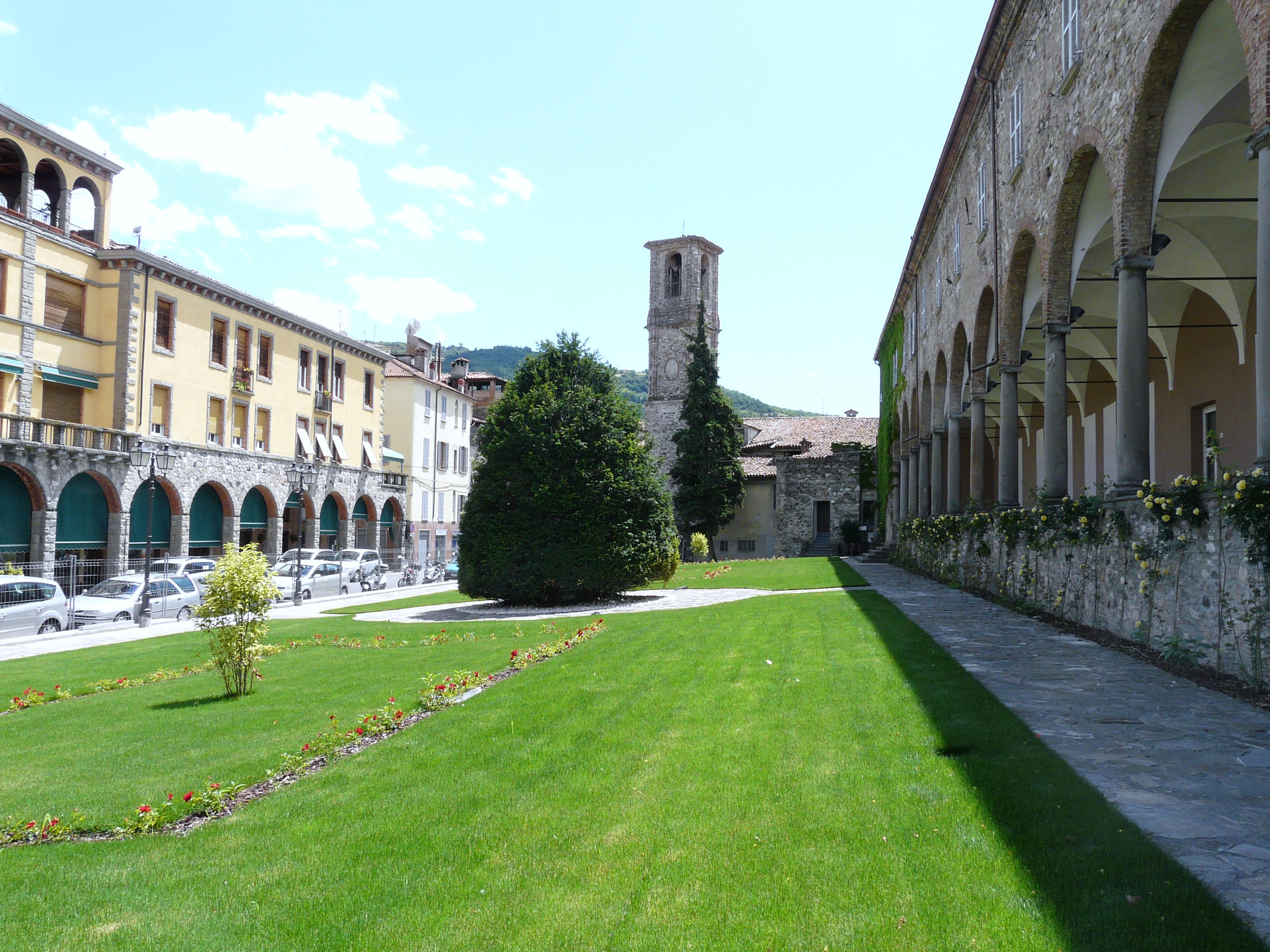
Bobbio, porticato del monastero di san Colombano

Nella primavera del 811 compare come uno dei conti franchi che confermarono il trattato di pace di Heiligen tra Carlo Magno e il re danese Hemming. Nel 812 fu inviato in Italia per assistere il re d’Italia Bernardo (all'epoca solo quindicenne) nella campagna contro i razziatori musulmani provenienti dal nord Africa e dalla Spagna. Al ritorno venne nominato primo ministro, la più alta carica politica, seconda solo a quella dell'imperatore stesso, e che comportava la gestione politica del palazzo regio, l'amministrazione della giustizia, l'essere stretto consigliere dell'imperatore Carlo e la conduzione dell'esercito in battaglia.
Dopo l'814, in seguito alla morte di Carlo Magno, assolse gli incarichi per il nuovo imperatore Ludovico il Pio, ma in seguito per invidie ne venne allontanato e si ritirò nel 816 a vita monastica nell'abbazia di Corbie, dove operava come abate il fratello Adalardo.
Nel 822 si riconciliò con il sovrano e rientrò a corte, assieme a suo fratello Adalardo, andò a fondare l'abbazia di Corvey, sul Weser, vicino a Paderborn in Vestfalia, come centro per la diffusione della fede cristiana fra i popoli del Nord. Venne quindi nominato protettore ed assistente del figlio Lotario appena nominato re d'Italia.
Nell'824 fu lui a spingere presso Ludovico perché a papa Pasquale I succedesse papa Eugenio II.
Il 2 gennaio 826 morì il fratello abate Adalardo, ed egli successe nella carica di abate di Corbie e di Corvey, ed inoltre si attivò per la missione evangelizzatrice dei danesi e scandinavi da parte di sant'Anscario, monaco a Corbie e Corvey.
Sostenitore della ribellione dei tre figli di primo letto di Ludovico il Pio (Pipino, Ludovico il Germanico e Lotario) contro la concessione di una parte del regno al futuro Carlo il Calvo, figlio di Giuditta di Baviera, seconda moglie dell'imperatore Ludovico con cui Wala entro in conflitto nel 829 (da lui accusata fra l'altro di una relazione adulterina con Bernardo, duca di Settimania).
Ludovico punì Wala, esiliandolo per sette anni, e lui stesso scelse di ritirarsi a Bobbio ed entrò nell'abbazia di San Colombano sotto l'abate Guinibaldo I.
Lì cercò di valorizzare il monastero e la sua biblioteca e nell'833 fu eletto come decimo abate dai monaci.
In seguito nominato emissario dal re d'Italia Lotario (che non poteva spostarsi dall'Italia senza autorizzazione paterna), giunse nel maggio 836 presso Ludovico il Pio a Thionville nel tentativo di ricucire i rapporti tra padre e figlio. Ritornato a Bobbio nell'estate dello stesso anno, fu ufficialmente vittima della pestilenza che colpì anche tutto il suo seguito e molti nobili franchi del regno, morendo il 31 agosto del 836. Il suo successore come abate di Bobbio fu Ebbone.
Nel martirologio benedettino, Wala è chiamato santo.